# Atyria
Atyria é um gênero de mariposas, ou traças, neotropicais pertencentes à família Geometridae, classificado por Jacob Hübner em 1823, na obra Zuträge zur Sammlung exotischer Schmetterlinge, volume 2, ao nomear sua espécie-tipo, Atyria isis, coletada no Brasil (descrição número 193.); um espécime fêmea "Obtido do Sr. Frank".

## Coloração e mimetismo
Mariposas Atyria são insetos que costumam ter colorações em amarelo e negro nas suas asas, porém, em algumas espécies, como em Atyria commoda, as cores são alaranjadas. Essas cores são imitadas por borboletas, como Riodinidae, e mariposas de outras famílias, como Erebidae (subfam. Arctiinae), ou por outros gêneros de sua própria família, como Cyllopoda ou Atyriodes, construindo o que os cientistas costumam chamar de "anel mimético", que constitui-se, neste caso, de grupos de espécies pertencentes principalmente a sete famílias distintas e uma superfamília (Geometridae, Notodontidae, Hesperiidae, Nymphalidae, Erebidae (subfam. Arctiinae), Riodinidae, Noctuidae e Pyraloidea) com diferentes graus de impalatabilidade (de gosto desagradável para seus predadores), juntamente com espécies palatáveis (perfeitamente comestíveis) que convergiram para um mesmo padrão de coloração, mimetizando-se umas às outras através de seleção natural.

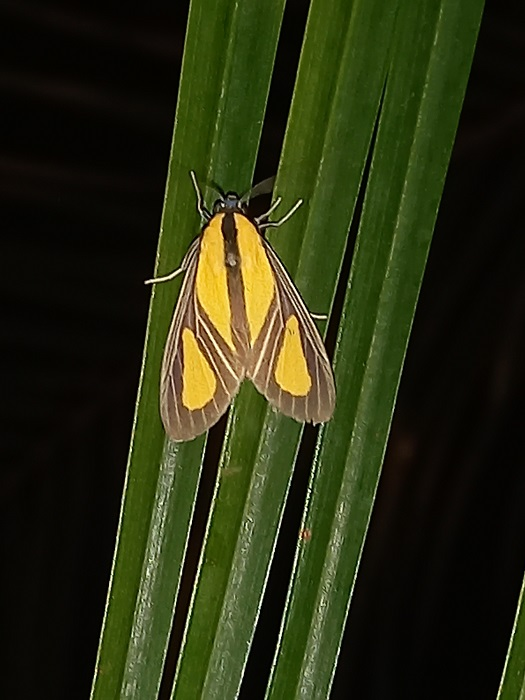
A mariposa Erebidae (subfam. Arctiinae), Xanthoarctia pseudameoides,[11] está no mesmo "anel mimético" de Atyria.

## Espécies
De acordo com o Global Biodiversity Information Facility; com asterisco (*) estão as espécies registradas para o Brasil (fonteː SiBBr - Sistema de Informação sobre a Biodiversidade Brasileira).
- Atyria albifrons Prout, 1916
- Atyria alcidamea (Druce, 1890)
- Atyria allogaster (Prout, 1918)
- Atyria basina (Boisduval, 1870)*
- Atyria centralis (Dognin, 1911)
- Atyria chibcha (Schaus, 1892)*
- Atyria circumdata (Maassen, 1890)
- Atyria commoda Prout, 1938
- Atyria compensata (Dognin, 1906)
- Atyria dichroa (Perty, 1833)*
- Atyria dichroides Prout, 1916*
- Atyria dubia (Schaus, 1892)*
- Atyria durnfordi (Druce, 1899)*
- Atyria fumosa Kohler, 1924
- Atyria gracillima (Warren, 1907)
- Atyria isis Hübner, 1823*
- Atyria lemonia (Druce, 1890)
- Atyria limbata (Butler, 1873)
- Atyria matutina (Walker, 1864)*
- Atyria mnemosyne Prout, 1916
- Atyria nanipennis (Warren, 1900)
- Atyria portis Prout, 1938
- Atyria quadriradiata (Weymer, 1901)
- Atyria quicha (Schaus, 1892)
- Atyria sciaulax Prout, 1938
- Atyria stenochora (Prout, 1918)*
- Atyria subdichroa Dognin, 1900
- Atyria triradiata Prout, 1938
- Atyria vespertina (Walker, [1865])
- Atyria volumnia (Druce, 1899)[2][3]

## Cultura popular
Na cultura popular do Brasil o gênero Atyria, transformado em borboleta e com sua grafia modificada, se tornou conhecido a partir de 1951 com o lançamento do livro, romance policial de literatura infantojuvenil da escritora Lúcia Machado de Almeida, Atíria, a borboleta, posteriormente, em 1972, com o seu título remodelado para O caso de Atíria, a borboleta e finalmente para O caso da borboleta Atíria a partir de 1975; figurando na Série Vaga-Lume e a partir daí até o século XXI apresentando uma ilustração semelhante à espécie Atyria basina em sua capa, feita por Milton Rodrigues Alves.